# PLA2G2A
 (août 2021).
PLA2G2A est un gène du chromosome 1 humain codant une isoenzyme de phospholipase A2 du groupe IIA sécrétée.